# Geïnstitutionaliseerde discriminatie

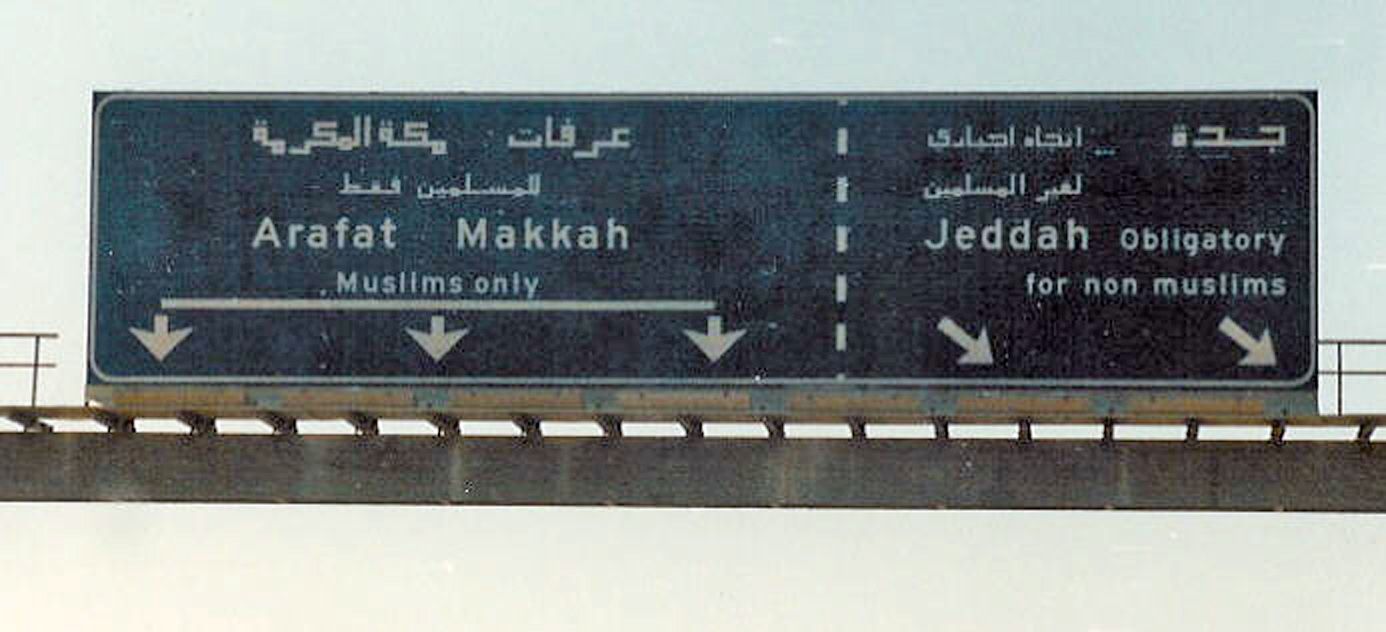
Religieuze minderheden hebben in Saoedi-Arabië niet dezelfde rechten als moslims

Geïnstitutionaliseerde discriminatie is discriminatie die door een overheid of andere autoriteit wordt gesanctioneerd of als 'normaal' verdedigd wordt. Deze discriminatie, bijvoorbeeld in de vorm van rassendiscriminatie of seksisme, kan zich voordoen in onder meer de onderwijs- en vormingssector, op de arbeidsmarkt, in het huisvestings- en stadsontwikkelingsbeleid, in de gezondheidssector en bij de politie.
Het begrip bestaat sinds de jaren 70 van de twintigste eeuw en werd gemunt door Stokely Carmichael en Charles Hamilton, van de Black Panther Party in de Verenigde Staten, in hun boek Black Power: The Politics of Liberation.
Een van de 'zichtbaarste' vormen van geïnstitutionaliseerde discriminatie was de apartheid in Zuid-Afrika.

## Religie
Op religieus gebied zijn er talloze voorbeelden van geïnstitutionaliseerde discriminatie. Zo is in het christendom en de islam in de regelgeving, de organisatie en dogma's de vrouw ondergeschikt gesteld aan de man en worden de aanhangers van de betreffende religie geacht daarnaar te handelen.

## Dienstplicht
In landen waar een dienstplicht bestaat, is deze veelal beperkt tot het mannelijk deel van de bevolking. Het onderscheid in de behandeling van mannen en vrouwen is hier per wet geregeld.